# Bedside Press
Bedside Press va ser una empresa editorial de còmics fundada el 2014 per Hope Nicholson i amb seu a Winnipeg, Manitoba, Canadà.
Va publicar una àmplia gamma de còmics i altres llibres, incloent col·leccions d'antologies com The Secret Loves of Geek Girls, i reimpressions històriques com les aventures de Brok Windsor. També va publicar contingut nou d'artistes o escriptors emergents i creadors com Margaret Atwood, Trina Robbins i Roberta Gregory.
El novembre de 2019, Bedside Press va cessar les seves operacions després que l'editor Nicholson reconegués una agressió sexual.